# 황준영
황준영(1982년 3월 11일 ~ )은 전 KBO 리그 야구 선수의 내야수이다.

## 출신학교
- 1989년 ~ 1995년 : 감천초등학교
- 1995년 ~ 1998년 : 대동중학교
- 1998년 ~ 2001년 : 부산고등학교
- 2001년 ~ 2005년 : 경성대학교 (2001학번)